# Dariga Nazarbajeva
Dariga Nazarbajeva, född 7 maj 1963 i Temirtau i provinsen Karaganda, är en kazakisk politiker medlem av partiet Nur Otan (Fosterlandets ljus). Hon efterträdde Qasym-Zjomart Toqajev som parlamentets talman 2019.
Dariga Nazarbajeva är ex-presidenten Nursultan Nazarbajevs äldsta dotter.